# Ridge Township (Illinois)
Ridge Township est un township du comté de Shelby dans l'Illinois, aux États-Unis,. En 2010, le township comptait une population de 762 habitants.

## Source de la traduction
- (en) Cet article est partiellement ou en totalité issu de l’article de Wikipédia en anglais intitulé « Ridge Township, Shelby County, Illinois » (voir la liste des auteurs).